# Al Maha Airways
Al Maha Airways war eine saudi-arabische Fluggesellschaft, die zu 100 Prozent zur Qatar Airways aus Katar gehörte.

## Geschichte
Der Flugbetrieb war zunächst für 2014 geplant, begann jedoch erst im dritten Quartal 2015. Zuvor wurde der Flugbetrieb erprobt. Die ersten vier Airbus A320 wurden am 29. April 2015 übernommen.
Im Februar 2017 gab Qatar Airways bekannt, den Flugbetrieb einzustellen, da es Probleme mit der Betriebserlaubnis gab.

## Flotte
Mit Stand November 2016 bestand die Flotte der Al Maha Airways aus 4 Flugzeugen, mit einem Durchschnittsalter von 1,3 Jahren. Die vier verbliebenen Airbus A320 wurden umlackiert und zu Qatar Airways transferiert.
| Flugzeugtyp     | Anzahl | bestellt | Anmerkungen                     | Sitzplätze          |
| Airbus A320-214 | 004    | –        | Alle mit Sharklets ausgestattet | 180 (Economy Class) |